# 미나미아이즈군

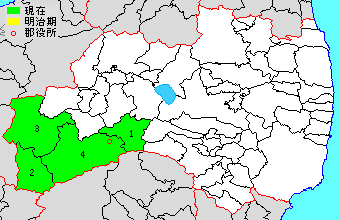
미나미아이즈 군의 위치

미나미아이즈군(남아이즈군)(일본어: 南会津郡, みなみあいづぐん)은 일본 후쿠시마현의 군이다.
인구 21,283명, 면적 2,341.53km², 인구밀도 9.09명/km².(2025년 3월 1일, 추계인구)
이하 3정 1촌으로 구성된다.
- 시모고정(下郷町)
- 다다미정(只見町)
- 미나미아이즈정(南会津町)
- 히노에마타촌(檜枝岐村)

## 역사
- 2006년 3월 20일 - 다지마 정·다테이와 촌·이나 촌·난고 촌이 합병해 미나미아이즈 정이 성립하였다.